# Župčany
Župčany (bis 1927 slowakisch „Žubčany“; ungarisch Zsebefalva) ist eine Gemeinde im Osten der Slowakei mit 2139 Einwohnern (Stand 31. Dezember 2024), die zum Okres Prešov, einem Kreis des Prešovský kraj gehört und zur traditionellen Landschaft Šariš gezählt wird.

## Geographie

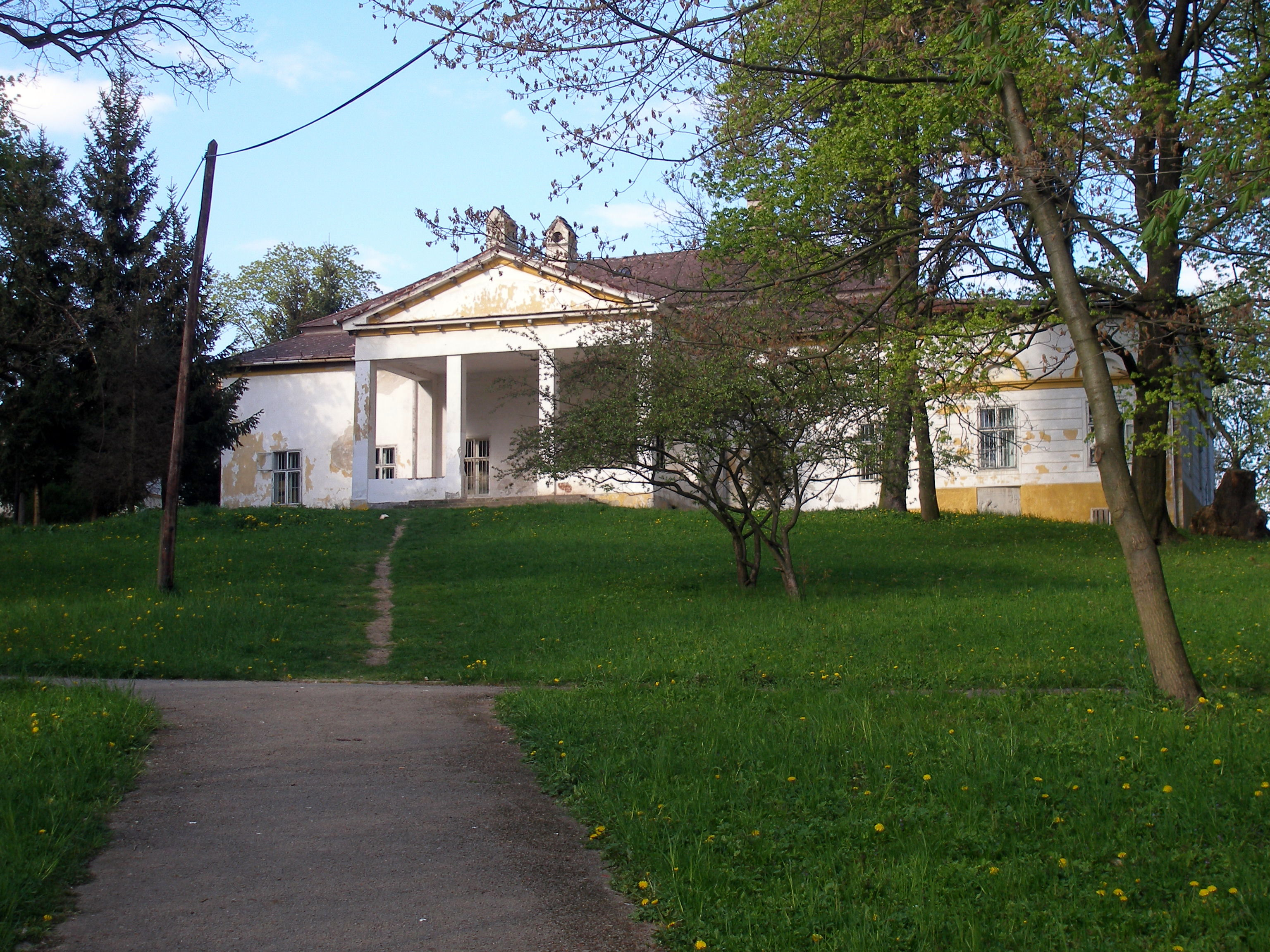
Ehemaliger Landsitz

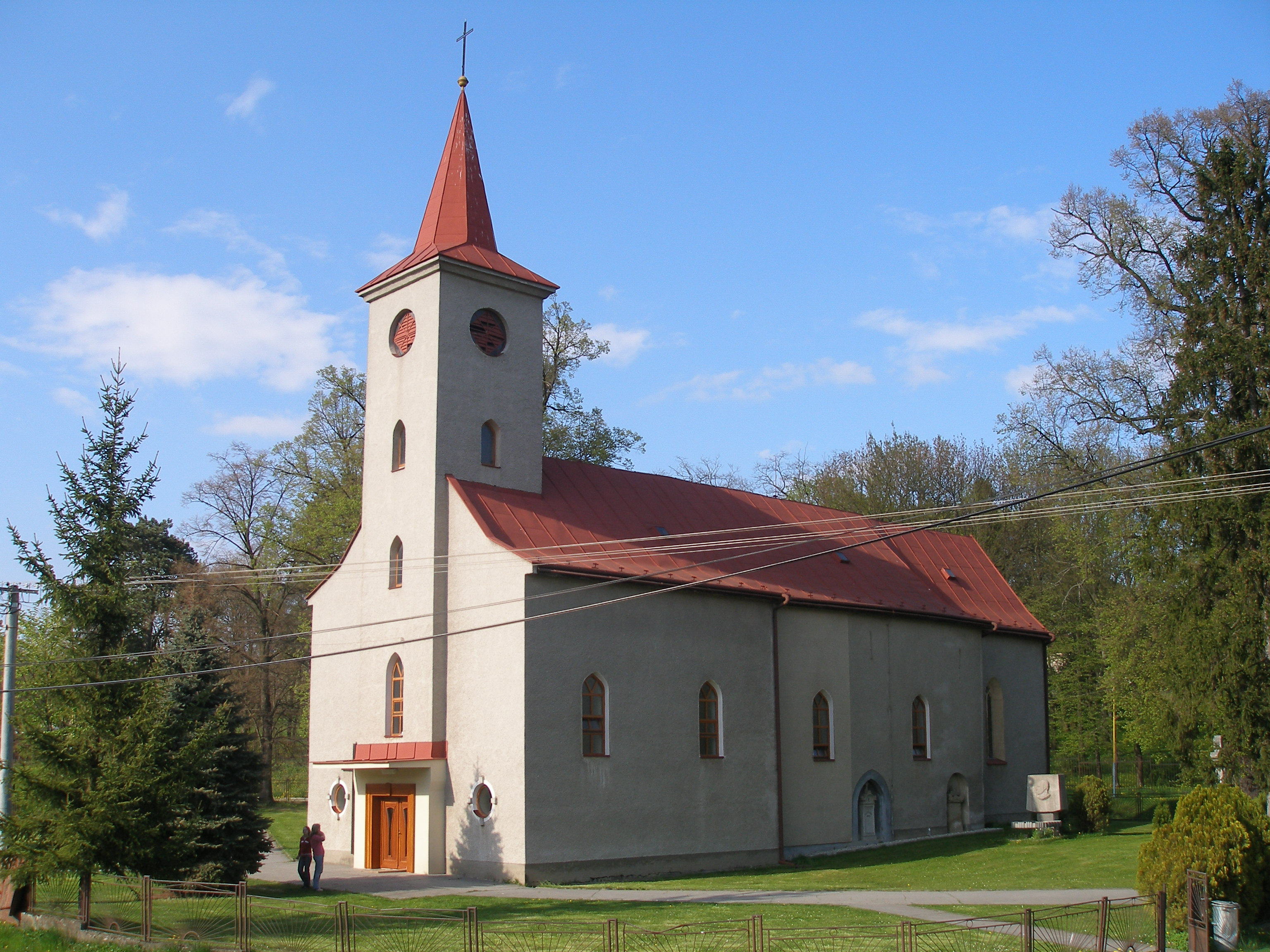
Kirche im Ort

Die Gemeinde befindet sich im Bergland Šarišská vrchovina im Quellgebiet des Baches Šarišský potok. Das Ortszentrum liegt auf einer Höhe von 315 m n.m., sieben Kilometer westlich von Prešov.

## Geschichte
Der Ort wurde zum ersten Mal 1248 schriftlich erwähnt und war bis zum Ende des 14. Jahrhunderts Teil des Herrschaftsgebiets der Burg Scharosch, danach gehörte er zu verschiedenen Gutsbesitzern (bis 1884). 1828 sind 68 Häuser und 511 Einwohner verzeichnet.

## Bevölkerung
| Jahr                | 1994 | 2004     | 2014     | 2024     |
| ------------------- | ---- | -------- | -------- | -------- |
| Anzahl der Personen | 1104 | 1280     | 1474     | 2139     |
| Unterschied         |      | +15,94 % | +15,15 % | +45,11 % |

| Jahr                | 2023 | 2024    |
| ------------------- | ---- | ------- |
| Anzahl der Personen | 2079 | 2139    |
| Unterschied         |      | +2,88 % |

Ergebnisse der Volkszählung 2001 (1211 Einwohner):
| Nach Ethnie: - 99,01 % Slowaken - 0,25 % Tschechen | Nach Konfession: - 92,98 % römisch-katholisch - 3,06 % evangelisch - 1,73 % keine Angabe |

## Sehenswürdigkeiten
- römisch-katholische Kirche Mariä Himmelfahrt, 1635 erbaut
- Landsitz aus dem 19. Jahrhundert
- Grabdenkmal an Schriftsteller Jonáš Záborský, der hier 1876 starb

## Persönlichkeiten
- István Kollárcsik (slow. Štefan Kollárčik), Bischof von Rosenau